# Erigone tamazunchalensis
Erigone tamazunchalensis är en spindelart som beskrevs av Willis J. Gertsch och Davis 1937. Erigone tamazunchalensis ingår i släktet Erigone och familjen täckvävarspindlar. Inga underarter finns listade i Catalogue of Life.